# Biathle
Biathle (lub Biathlon nowoczesny, dwubój nowoczesny) – dyscyplina sportowa, która dała początek m.in.: pięciobojowi nowoczesnemu. Biathle jest połączeniem biegania i pływania, ze standardowymi odległościami: 1500 m biegu, 200 m pływania i kolejne 1500 m biegu. Dyscyplina ta ma bliskie podobieństwo do aquathlonu, lecz dystanse w biathle są krótsze niż w aquathlonie. Biathle należy do organizacji Union Internationale de Pentathlon Moderne. 
Ta dyscyplina stanowi często bazę przygotowawczą do uprawiania pięcioboju nowoczesnego (tj. bieg, strzelanie, pływanie, jazda konna szermierka). Dlatego Polski Związek Pięcioboju Nowoczesnego organizuje corocznie cykl zawodów dwuboju nowoczesnego dla dzieci (Penta Day) i młodzików (MMM).
Nie należy mylić biathle z podobnie brzmiącą inną popularną dyscypliną sportu, jaką jest biathlon, czyli dwubój zimowy (biegi narciarskie i strzelectwo).